# Roland Pröll

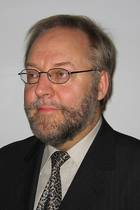
Roland Pröll (2006)

Roland Pröll (* 11. Juni 1949 in Unna) ist ein deutscher Pianist und Musikpädagoge.

## Ausbildung
Roland Pröll erhielt seinen ersten Klavierunterricht mit 5 Jahren und begann im Alter von 11 Jahren sein Studium am Dortmunder Konservatorium, der nachmaligen Musikhochschule, in der Klasse von Dieter Wollert. Dort legte er sein Diplom mit Auszeichnung ab und wechselte dann nach Paris an das Conservatoire National Supérieur de Musique, wo er hauptsächlich bei Pierre Sancan studierte, daneben aber auch mit Yvonne Loriod, Aldo Ciccolini, Vlado Perlemuter und Raymond Trouard arbeitete. Neben und nach seinem Klavierstudium absolvierte er dort auch Studien in Komposition (bei Olivier Messiaen), Dirigieren, der Kammermusik, und Solfège. Musikwissenschaft studierte er an der Sorbonne und schloss dies mit dem Doctorat d’Université ab (äquiv. Magister).
Während seines Aufenthalts in Paris war er zudem Privatschüler von Arthur Rubinstein, Géza Anda und Swjatoslaw Richter. Er erlangte zahlreiche erste Preise bei internationalen Wettbewerben, vor allem als Pianist, außerdem jedoch auch als Dirigent, Komponist und Kammermusiker.

## Musik
Roland Pröll konzertiert weltweit solistisch, kammermusikalisch, wie auch mit Orchester. Er spielte u. a. in der Oper Sydney, der Berliner Philharmonie, dem Salle Gaveau in Paris und der Shanghai Concerthall. Bis in die 1990er Jahre einer der gefragtesten Konzertpianisten in Deutschland, gab er über 100 Konzerte pro Jahr. Zu seinem beeindruckenden Repertoire gehörten auch zahlreiche Werke des russischen Komponisten Alexander Nikolajewitsch Skrjabin. Nach wirtschaftlichen Schwierigkeiten verlagerte sich sein Arbeitsschwerpunkt seitdem vor allem auf Japan, Korea und China sowie Spanien. Seit der zweiten Hälfte der 2000er Jahre arbeitet er auch wieder verstärkt in Deutschland, Frankreich und Amerika.
Seine über 30 Schallplatten und CD-Aufnahmen erschienen in den 80er Jahren vor allem bei Aris/Ariola Polyphonia, die neueren bei verschiedenen Plattenlabels. Roland Pröll nimmt auch für den öffentlich-rechtlichen Rundfunk in Deutschland sowie für Funk und Fernsehen in anderen Länder auf.

## Pädagogik
Roland Pröll machte sich auch als Pädagoge einen Namen. Von 1976 bis 1996 unterrichtete Roland Pröll zunächst als Dozent, später als Professor für Klavier an der Dortmunder Musikhochschule als Abteilung der Hochschule für Musik Detmold, die er von 1988 bis 1990 als Dekan leitete. Während seiner Tätigkeit dort erlangte die Dortmunder Musikhochschule internationalen Ruf. Einer seiner bekanntesten Schüler dort war der inzwischen in England lebende Pianist Florian Uhlig, ebenso der Pianist Ernst Nolting-Hauff.
Danach arbeitete er vor allem im Ausland. Besonders stark engagierte er sich in Südkorea und Japan sowie in Spanien. Von 1999 bis 2002 leitete Roland Pröll die Ibach-Akademie in Schwelm, eine Initiative des gleichnamigen Klavierbauers, die in Zusammenarbeit mit Pröll aufgebaut wurde und inzwischen – ohne die professionelle Klavier-Abteilung – in die Musikakademie Spieler übergegangen ist.
Von Anfang 2006 bis Mitte 2007 betätigte sich Roland Pröll außerdem als musikalischer Leiter bei dem inzwischen aufgelösten Verein Viva la Musica e. V. in Bad Oeynhausen.
1987 gründete er den internationalen Schubert Wettbewerb in Dortmund, (die Leitung hat inzwischen Arnulf von Arnim übernommen) und war auch als Juror bei anderen Wettbewerben (u. a. Robert-Schumann-Preis, Rovere d’Oro) regelmäßig tätig.
Ein weiterer wichtiger Teil seiner Arbeit sind Meisterkurse und Gesprächskonzerte, die er regelmäßig weltweit, häufig im Auftrag von offiziellen Organisationen (u. a. Goethe-Institut) hält, wobei er sich vor allem auch für die ärmeren Regionen der Erde engagiert hat. Außerdem ist er Autor verschiedener Musiklehrbücher.
Nach Gastprofessuren an der Atsugi Showa Musikhochschule in Tokio, Japan, und am Conservatorio Superior de Musica in Murcia, Spanien, unterrichtete er Klavier und Kammermusik am Institut für Musik der Hochschule Osnabrück, an der er 2009–2010 den Studienbereich Klassik leitete, sowie an der Technischen Universität Dortmund.

## Kreditbetrug
Er leistete zahlreiche Bürgschaften für verschiedene Geschäfte, ohne die Belege ausreichend zu prüfen. Dies führte 1995 zu einer Verurteilung zum 11-fachen Kreditbetrug über 6 Mio. DM. Am Landgericht Dortmund wurde er zu 4½ Jahren verurteilt und wurde auf Grund guter Führung nach 3 Jahren entlassen. Seit Sommer 2018 ist er als Kantor in der evangelischen Stadtkirchengemeinde Hagen tätig.

## Diskographie (Auszug)
- Wolfgang Amadeus Mozart: Klavierkonzerte KV 413 und KV 414 a quattro (mit Arnsberger Streichtrio)
- Wolfgang Amadeus Mozart: Kammermusik aus 3 Generationen Mozart (Vater, W.A., Sohn) (mit Manfred Hörr, Violine, Christiane Hörr, Viola und Peter Hörr, Cello)
- Ludwig van Beethoven: Klaviersonaten op. 110 und op. 111
- Franz Schubert: Die Winterreise (mit Berthold Schmidt, Tenor)
- Franz Schubert, C. Debussy, J. Brahms und G. Fauré: Cellosonaten (mit Peter Hörr, Cello)
- Johannes Brahms: Klavierkonzert Nr. 1 (d-Moll, op. 15) (mit den Jungen Symphonikern unter Werner Seiss)
- Johannes Brahms: Violinsonaten Nr. 1 (op. 78), Nr. 2 (op. 100), Nr. 3 (op. 108) und Scherzo c-Moll (oop.) (mit Ismene Then-Berg, Violine)
- Johannes Brahms: Horn-Trio Es-Dur (op. 40), Violinsonate Nr. 2 (op. 100) und Scherzo c-Moll (oop.) (mit Gerhard Reich, Violine)
- Johannes Brahms: Variationen und Fugen über ein Thema von Händel (op. 24) und Vier Balladen (op. 10)
- Robert Schumann: Fantasie C-Dur (op. 17), M. Ravel: Miroirs Spiegelbilder
- Maurice Ravel: Pavane pour une infante défunte, P.I. Tschaikowski: Scherzo aus Symphonie Nr. 1 (op. 13) in g-Moll, George Gershwin: Rhapsody in Blue (mit LJOrchester RP unter Michel Luig)

## Bücher
- L’Effet Psychologique du Triton dans la Musique d’Alexandre Scriabine. Abschlussarbeit an der Sorbonne
- Phantasie und künstlerische Produktion. Ist Kreativität erlernbar?. Studienbrief der Fernuniversität in Hagen, 1997.
- Solfège. Musiktheoretisch-praktisches Übungswerk. Eigenverlag, 2006.
- Wie übt man effektiv? Eigenverlag, 2008.
- Die Antikarriere: Roman vom Fall eines Musikers. Adlerstein-Verlag, 2017, ISBN 978-3-945462-58-4.